# Plante toxique

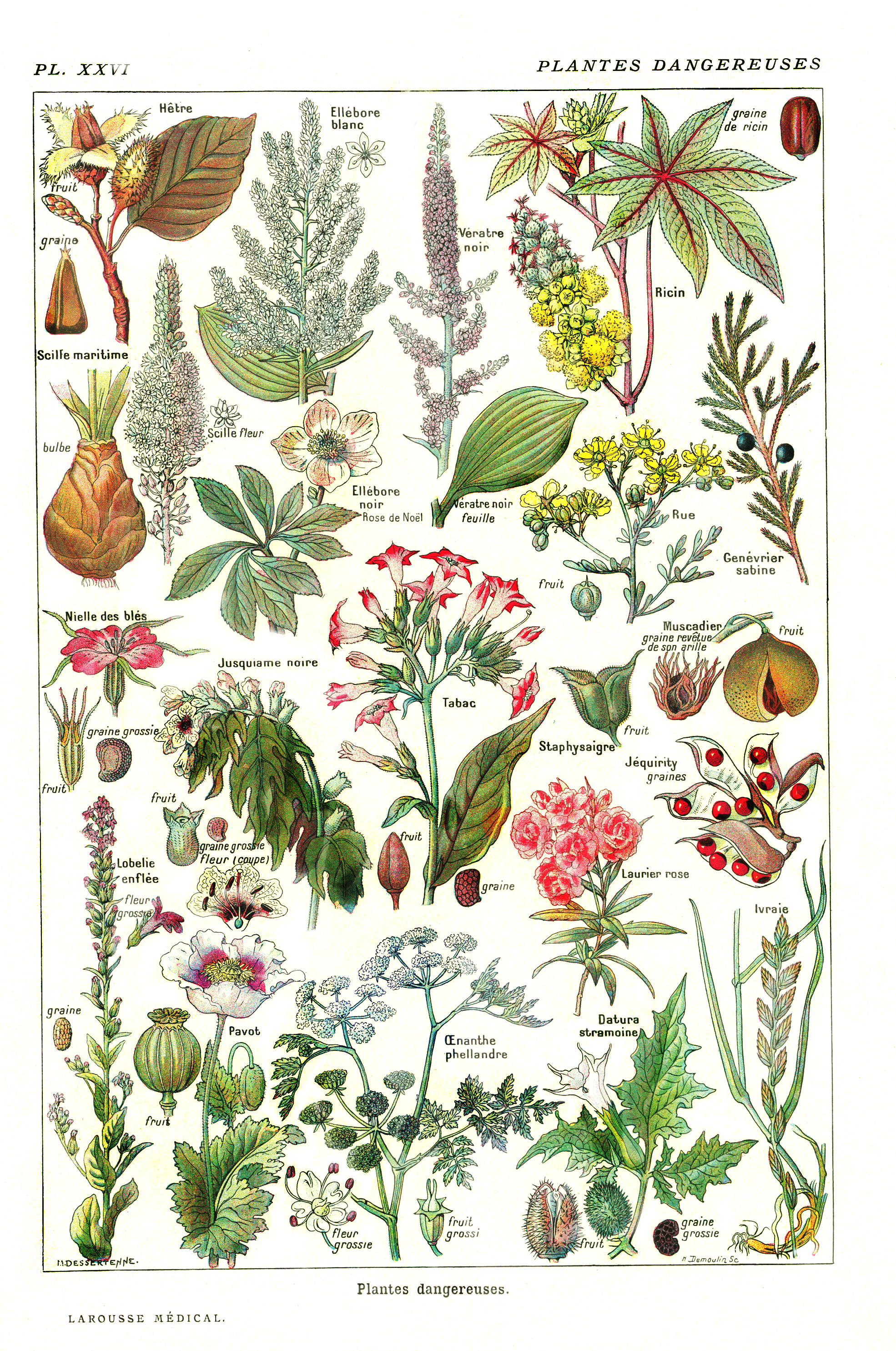
Différentes plantes toxiques communes en France.

Une plante toxique, ou plante vénéneuse, est une plante susceptible d'être toxique pour l'homme ou les animaux, les animaux herbivores étant particulièrement exposés. Ces plantes contiennent, au moins dans certains de leurs organes, des substances chimiques qui peuvent, lorsqu'elle sont ingérées par un organisme, ou mises en contact avec celui-ci, exercer, dans certaines conditions notamment de dose, un effet nocif, soit immédiat, soit à la suite d'une action cumulative toxique.
Les substances toxiques contenues dans les plantes sont généralement des composés organiques, plus rarement minéraux.
L’exotisme de la plante ne fait pas le poison, des plantes qui nous sont familières peuvent contenir des substances à hauts risques.
Les plantes d'ornements constituent le plus grand risque puisqu'elles côtoient notre environnement. Poussés par leur curiosité, les enfants sont les plus exposés. L'homme a appris à identifier et connaître les plantes toxiques, mais aussi à en tirer des substances qui, à faibles doses, ont des vertus psychotropes, médicinales ou stimulantes.

## Présentation
Selon les estimations difficiles à effectuer, sur les plus de 300 000 espèces de plantes recensées dans le monde, il y aurait 10 000 espèces toxiques, soit 4 % des espèces végétales recensées mais seul un petit nombre de plantes sont impliquées dans des intoxications sérieuses.
Ainsi, François Couplan évalue qu'en Europe, sur un total d'environ 12 000 espèces végétales (dont 1 600 comestibles), 4 % peuvent éventuellement provoquer des troubles de santé et une cinquantaine seulement (0,4 %) peuvent s'avérer véritablement dangereuses.
La France métropolitaine comprend plus de 6 000 espèces végétales. 300 ont une toxicité plus ou moins marquée et une vingtaine sont mortelles (Aconit napel, laurier rose, grande cigüe, lierre, gui, chèvrefeuille des haies, colchique, datura, jusquiame). Un article faisant la synthèse des intoxications signalées aux centres antipoison français en 2006, révèle que 5,4 % des cas impliquent des plantes et concernent à 90 % les jeunes enfants, sans aucun décès recensé.

## Facteurs de variation de la toxicité des plantes

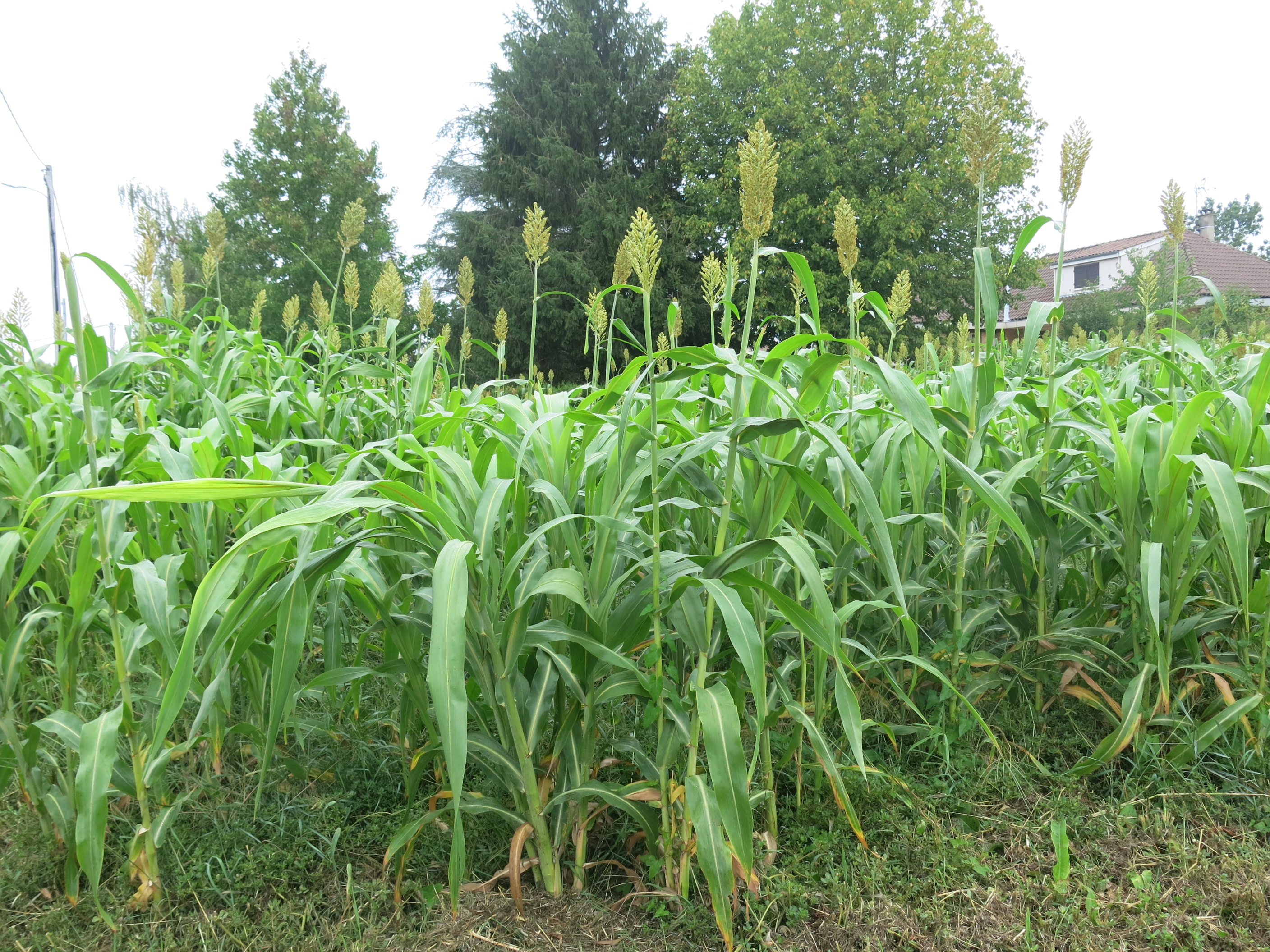
Champ de sorgho. Le sorgho est très dangereux lors des premiers stades de végétation et devient utilisable comme fourrage dès qu'il atteint une certaine hauteur.

La toxicité d'une plante dépend de nombreux facteurs : facteurs intrinsèques ou extrinsèques, liés à l'action du milieu mais aussi à l'état physiopathologique du consommateur. Tous ces facteurs expliquent qu'en moyenne une plante comestible sur cinq présente un risque de toxicité.

### Facteurs intrinsèques
Les facteurs intrinsèques susceptibles d'influer sur la toxicité des plantes sont liés à la répartition des substances vénéneuses dans les différents organes de la plante, au stade de développement (variation selon la maturité, la saison) ou à l'origine génétique.

### Influence du milieu
La concentration en principes toxiques peut varier sous l'influence de la chaleur et de la lumière, ou de l'altitude.
Par exemple chez l'aconit, la teneur en alcaloïdes est maximale entre 1000 et 1400 mètres d'altitude.
La fertilisation peut aussi avoir un effet sur la toxicité des plantes. Ainsi la fumure azotée peut favoriser la synthèse de certains alcaloïdes, tandis que la fumure phosphatée la fait diminuer, par exemple chez le sorgho.

## Principales substances toxiques chez les plantes

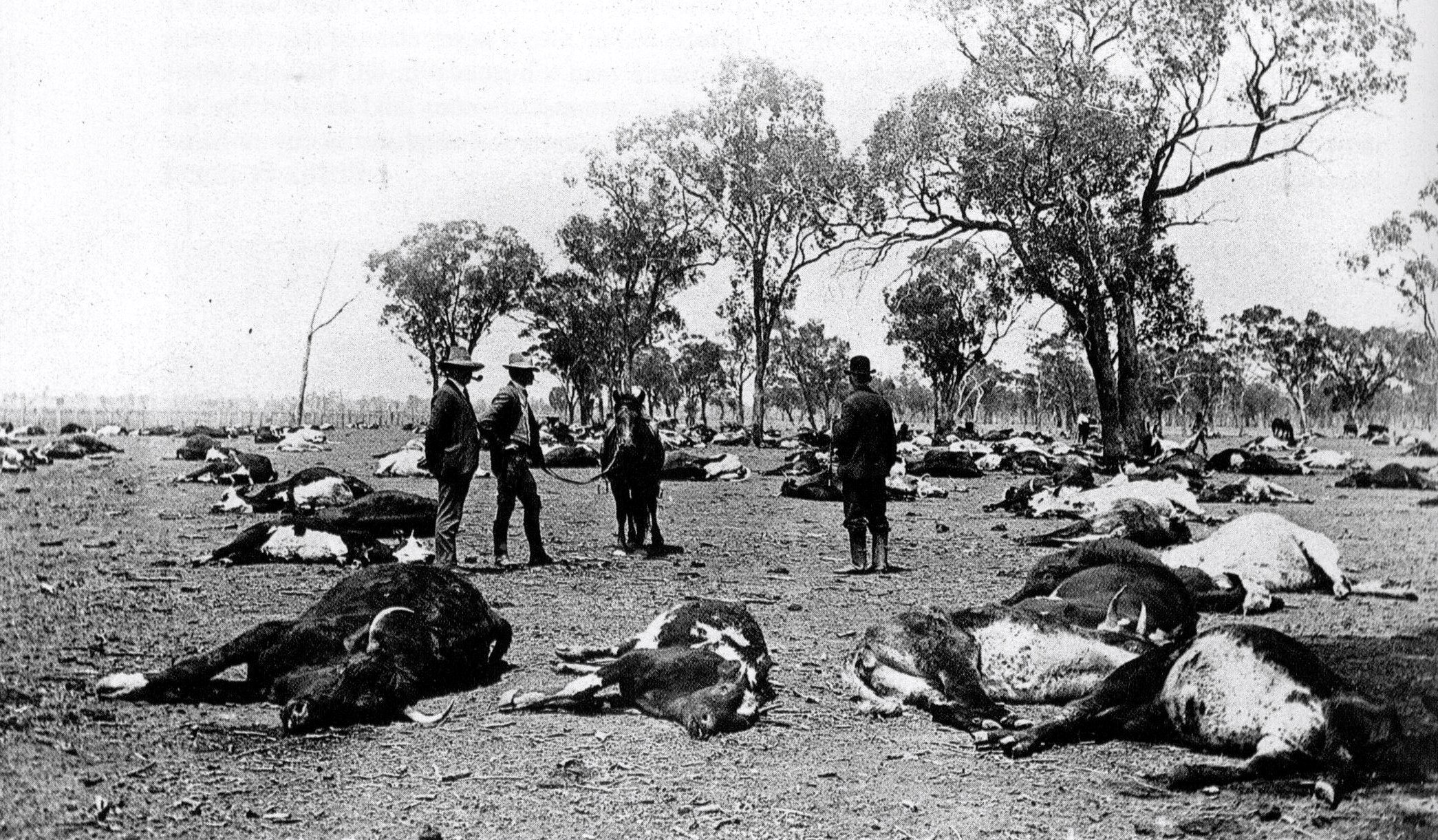
700 bovins tués durant la nuit par l'ingestion de plantes vénéneuses en Australie (1907).

Les principaux groupes de substances toxiques présents chez les plantes sont les suivants :
- Hétérosides
  - Hétérosides cyanogènes
  - Hétérosides stéroïdiques
  - Hétérosides anthracéniques
- Tanins
- Oléorésines
- Alcools insaturés
- Lactones
- Acide oxalique
- Alcaloïdes
  - Alcaloïdes hétérocycliques
  - Alcaloïdes non-hétérocycliques
- Protides
  - Protéines
  - Polypeptides
  - Acides aminés
- Poisons minéraux
- Œstrogènes
- Facteurs anti-vitaminiques
- Substances photosensibilisantes

Les poisons ont des effets différents selon les animaux qui les consomment. Par exemple, les porcs et les sangliers peuvent se nourrir de grandes quantités de glands, pourtant le tanin qu'ils contiennent est un puissant poison pour l'homme et les ruminants. Les oiseaux consomment régulièrement des baies, comme celles de la viorne, du sureau et de la belladone, qui sont hautement toxiques pour l'homme.
Les intoxications chez les animaux sont rares, leur instinct les empêche de toucher aux plantes toxiques, notamment à l'aide de l'odorat ou du goût.[réf. nécessaire]

## Compétition
Les plantes ont développé lors de leurs évolutions au cours des millénaires des poisons principalement pour des raisons de compétition. Contrairement aux animaux, les plantes ne peuvent se défendre physiquement ou s'échapper. Ces substances constituent un des moyens de défenses des plantes contre les bioagresseurs de toutes sortes, au même titre que les épines et les aiguillons.

## Principales espèces de plantes toxiques
Le nombre de plantes toxiques est innombrable, même si certaines familles sont davantage concernées. Nous nous intéresseront ici aux plus communes.
Beaucoup de plantes alimentaires sont toxiques, soit lorsqu'elles ne sont pas préparées, soit dans certaines de leurs parties ou des étapes de leur croissance. Les exemples notables comprennent :

### Amaryllidaceae
- Oignons et ail. Les oignons et l'ail (Allium) contiennent du thiosulfate, qui à fortes doses est toxique pour les chiens, les chats et quelques autres animaux d'élevage.

### Apiaceae
Certaines espèces d'Apiaceae, telles la grande ciguë ou l'œnanthe safranée, sont toxiques du fait de la présence de substances diverses (alcaloïdes, lactones, carbures acétyléniques).
- Ciguë vireuse (Cicuta virosa)
- Grande ciguë (Conium maculatum)
- Petite ciguë (Aethusa cynapium)
- Œnanthe safranée (Œnanthe crocata)
- Férule commune (Ferula communis)

D'autres espèces contenant des furanocoumarines, comme la grande berce ou le panais, sont photosensibilisantes.
- Grande berce (Heracleum sphondylium)
- Berce du Caucase (Heracleum mantegazzianum)
- Panais (pastinaca sativa)

### Apocynaceae
La toxicité des Apocynaceae est due à la présence dans ces plantes de mélanges complexes d'hétérosides cardiotoniques. En Inde, Cerbera odollam, espèce d'arbuste à cardénolide (la cerbérine), est couramment utilisée à des fins d'homicide et de suicide.
- Laurier-rose (Nerium oleander)
- Laurier jaune (Cascabela thevetia)

### Aquifoliaceae
- Houx (Ilex aquifolium)

### Araceae
Les accidents dus aux Araceae sont principalement liés à la présence de raphides d'oxalate de calcium irritants
- Arum sp.

### Araliaceae
- Lierre commun (Hedera helix)

### Asparagaceae
- Sceau de Salomon (Polygonatum sp.)
- Fragon (Ruscus aculeatus)

### Asteraceae
La famille des Asteraceae (ou composées) recèle de nombreuses espèces toxiques. Leur toxicité est liée à des substances chimiques variées, telles que des alcaloïdes pyrrolizidiniques présents notamment chez les séneçons et les eupatoires, qui provoquent des maladies veino-occlusives, des substances terpéniques, dont des lactones sesquiterpéniques qui provoquent des dermites de contact allergiques. Certaines espèces peuvent être dangereuses par les mycotoxines qu'elles absorbent et concentrent. Une espèce nord-américaine riche en trémétone, Ageratina altissima, est responsable de la maladie du lait, dont un grand nombre de personnes sont mortes au XIXe siècle.
- Séneçon commun (Senecio vulgaris)
- Lampourdes (Xanthium sp.)
- Chardon à glu (Chamaeleon gummifer)

### Cannabaceae
- Familles de plantes dicotylédones Cannabis sativa

### Caprifoliaceae
- Chèvrefeuille  (Lonicera sp.)

### Celastraceae
- Euonymus sp.

### Colchicaceae)
- Colchique (Colchicum sp.)
- Gloriosa sp.

### Cornaceae
- Cornouiller sanguin (Cornus sanguinea)

### Cucurbitaceae
- Bryone dioïque (Bryonia dioica)

### Euphorbiaceae
La famille des Euphorbiaceae comprend de nombreuses espèces dangereuses, en particulier des plantes urticantes et d'autres très toxiques. Elles doivent leur toxicité à diverses substances, des esters diterpéniques, irritants pour la peau et les muqueuses, des lectines ou des hétérosides cyanogènes. On peut citer en particulier :
- Manioc (Manihot esculenta), plante cultivée pour ses racines riches en amidon, qui constitue un aliment de base pour environ 500 millions de personnes. Les racines et les feuilles contiennent deux glucosides cyanogènes : la linamarine et la lotaustraline ; ceux-ci sont décomposés par la linamarase, enzyme naturelle du manioc, libérant du cyanure d'hydrogène ; Certaines variétés de manioc sont dites « amères » ou « douces », selon qu'elles présentent ou non des niveaux toxiques de glucosides cyanogènes.
- Mancenillier  (Hippomane mancinella), petit arbre originaire d'Amérique centrale et des Caraïbes, dont le latex qui contient des esters de type tiglianes ou daphnanes, est dangereux aussi bien par contact que par ingestion ; il peut provoquer par simple contact, parfois par l'intermédiaire de la pluie, des dermites bulleuses sévères, des conjonctivites, ou en cas d'ingestion de fruits ou de feuilles des stomatites, des lésions labiales hémorragiques ou des œdèmes pharyngés ;
- Ricin  (Ricinus communis), cultivé aussi pour l'ornement, dont les graines contiennent l'une des toxines végétales les plus nocives, la ricine ; ce poison peut agir par voie orale ou par voie pulmonaire ; l'ingestion de graines est dangereuse et entraîne des troubles digestifs d'intensité variable, surtout si les graines ont été mâchées ; elle est rarement mortelle ;
- Poinsettia  (Euphorbia pulcherrima), largement cultivé comme plante d'appartement, est souvent considéré comme une plante toxique pour l'Homme et les animaux de compagnie (chien et chat) à cause de son latex susceptible de causer des irritations buccales et intestinales ; cependant une étude de grande envergure réalisée en 1996 a montré que dans plus de 92 % des cas l'ingestion de poinsettia était sans conséquence[10].

### Fabaceae
- Gesses (Lathyrus) sp.. La toxicité de certaines espèces de gesses (notamment Lathyrus sativus, Lathyrus cicera, Lathyrus clymenum) pour l'Homme et les animaux domestiques, est due à la présence dans les graines et dans les autres organes d'acide β-N-oxalyl-L-α,β-oxalyldiaminopropanoïque (β-ODAP, connu aussi sous le nom de β-N-oxalylamino-L-alanine, ou BOAA), responsable du lathyrisme. Ces légumineuse sont cultivées pour leurs graines riches en protéines en Asie et en Afrique de l'Est et sont consommées en particulier pendant les périodes de famine.
Le β-ODAP est un acide aminé non protéique neurotoxique qui provoque la faiblesse et la paralysie si les graines sont consommées pendant une longue période, de trois à six mois au moins. Le lathyrisme est une maladie neurodégénérative qui entraîne une paralysie irréversible des membres inférieurs[13],[10].
- Haricot de Lima (Phaseolus lunatus). Les haricots crus contiennent des quantités dangereuses de linamarine, un glucoside cyanogène.
- Lupins (Lupinus sp.). Certaines espèces ont des graines comestibles. Les lupins amers ont plus de lupinine et de spartéine, alcaloïdes toxiques, que les lupins doux.
- Cytise Laburnum sp. et Cytisus sp.. Différentes espèces contiennent des amines et des alcaloïdes plus ou moins toxiques dont le :
- Genêt à balais (Cytisus scoparius)
- Glycine (Wisteria sp.) dont les graines de certaines espèces contiennent des substances toxiques telles que la wistarine, glycoprotéine de type lectine. Ces espèces ne doivent pas être confondues avec les espèces du genre  Glycine tel que le soja  Glycine max dont les graines sont au contraire comestibles et largement utilisées dans l'alimentation mondiale pour leur richesse en protéines.
- Pois rouge, graines l'église (Abrus precatorius) Les petites graines décoratives contiennent de l'abrine (proche de la ricine) et sont hautement toxiques

Plusieurs espèces, notamment les fèves (Vicia faba) produisent des graines qui contiennent des facteurs antinutritionels dont certains (vicine, tyramine…) peuvent être dangereux pour les personnes prédisposées.

### Liliaceae
- Muguet (Convallaria majalis)

### Melanthiaceae
- Vératre (Veratrum album)

### Myristicaceae
- Noix de muscade (Myristica fragrans). Contient de la myristicine, un insecticide et un acaricide naturel avec de possibles effets neurotoxiques sur les cellules de neuroblastome. Elle a des propriétés psychoactives à des doses beaucoup plus élevées que celles utilisées dans la cuisine. La noix de muscade provoque des symptômes similaires à ceux des produits anticholinergiques et attribués à la myristicine et à l'élémicine. Les effets enivrants de la myristicine peuvent conduire à un état physique situé entre la veille et le rêve. L'euphorie est signalée et la nausée est souvent vécue. Les consommateurs peuvent également avoir les yeux injectés de sang et des troubles de la mémoire. La myristicine est également connue pour induire des effets hallucinogènes, tels que des distorsions visuelles. Le pic de l'intoxication à la noix de muscade arrive longtemps après l'ingestion, prenant parfois jusqu'à sept heures, et les effets peuvent se faire sentir pendant 24 heures, avec des effets persistants d'une durée maximale de 72 heures.

### Oleaceae
- Troène (Ligustrum sp.)

### Papaveraceae
La toxicité chez les Papaveraceae est surtout liée à la  présence d'alcaloïdes dans le latex, comme la morphine du pavot somnifère.
- Chélidoine (Chelidonium majus)
- Pavot somnifère (Papaver somniferum)

### Polygonaceae
- Rhubarbe (Rheum rhaponticum). Les pétioles sont comestibles, mais les feuilles elles-mêmes contiennent des quantités notables d'acide oxalique, un acide corrosif et néphrotoxique qui est présent dans de nombreuses plantes. Les symptômes d'intoxication comprennent des troubles rénaux, des convulsions et le coma. Rarement mortel. La DL50 (dose létale médiane) pour l'acide oxalique pur chez le rat est d'environ 375 mg/kg, soit environ 25 grammes pour un poids corporel de 65 kg chez l'homme. Bien que la teneur en acide oxalique des feuilles de rhubarbe puisse varier, une valeur typique est d'environ 0,5 %, il faudrait donc consommer 5 kg de feuilles extrêmement acides pour atteindre une DL50 de l'acide oxalique. La cuisson des feuilles avec de la soude peut les rendre plus toxiques en produisant des oxalates solubles. Cependant, les feuilles sont censées contenir également une toxine supplémentaire non identifiée, peut-être une glycoside anthraquinone (également connue sous le nom glycosides de séné). Dans les pétioles comestibles, la quantité d'acide oxalique est beaucoup plus faible, seulement 2-2,5 % de l'acidité totale, qui est dominée par l'acide malique. Ainsi, même les tiges brutes ne peuvent pas être dangereuses. Cependant, le goût acidulé des tiges brutes est suffisamment fort pour être désagréable en bouche.

### Ranunculaceae
La famille des Ranunculaceae compte de nombreuses espèces toxiques, dont certaines particulièrement dangereuses pour l'Homme ou les animaux d'élevage du fait de la présence d'alcaloïdes diterpéniques à action cardiotoxique comme l'aconitine.
- Aconit napel (Aconitum napellus)
- Anémone (Anemone) sp.
- Renoncule (Ranunculus) sp.
- Hellébore (Helleborus) sp.

### Rosaceae
Chez les Rosaceae, famille qui fournit de nombreux fruits comestibles (pommes, poires, prunes, abricots, etc.) la toxicité est liée à la présence d'hétérosides cyanogènes, principalement dans les graines (par exemple l'« amande » du noyau d'abricot), mais aussi dans les feuilles, ce qui peut présenter un danger pour les animaux d'élevage.
- Amandier sauvage (Prunus dulcis). L'amande amère (fruit de l'amandier sauvage), est toxique pour l'homme et peut être mortelle à certaines doses car elle contient un glycoside cyanogénique (amygdaline), qui donne par hydrolyse de l'acide cyanhydrique. Par contre les amandes des variétés cultivées sont riche en huile, protéines, glucides, vitamines et sont largement consommées.
- Laurier-cerise (Prunus laurocerasus). Le laurier-cerise contient du prunasoside dans les feuilles et de l'amygdaloside dans les graines, mais la pulpe du fruit est dépourvue d'hétérosides cyanogènes. Ce sont généralement les enfants qui sont tentés de consommer les fruits, mais généralement sans conséquences graves dans la mesure où les graines ne sont pas mastiquées. les animaux herbivores sont rarement intoxiqués, mais cela peut se produire par exemple si des produits de taille leur sont donnés en pâture.
- Pommier (Malus domestica). Les pépins sont légèrement toxiques, contenant un peu d'amygdaline, un glucoside cyanogénétique, en quantité généralement insuffisante pour être dangereuse pour les humains. Cependant, il est possible d'ingérer assez de pépins pour que la dose devienne mortelle.
- Cerisier (Prunus cerasus). La cerise, ainsi que les fruits d'autres espèces de Prunus tels que la pêche (Prunus persica), la prune (Prunus domestica), l'amande (Prunus dulcis) et l'abricot (Prunus armeniaca). Les feuilles et les noyaux contiennent des glycosides cyanogénétiques.

### Santalaceae
- Gui (Viscum album)

### Scrophulariaceae
- Digitale (Digitalis sp.)

### Solanaceae
Les Solanaceae   sont l'une des familles les plus riches en espèces toxiques, notamment chez les genres Atropa, Capsicum, Datura et Brugmansia, Nicotiana et Solanum.

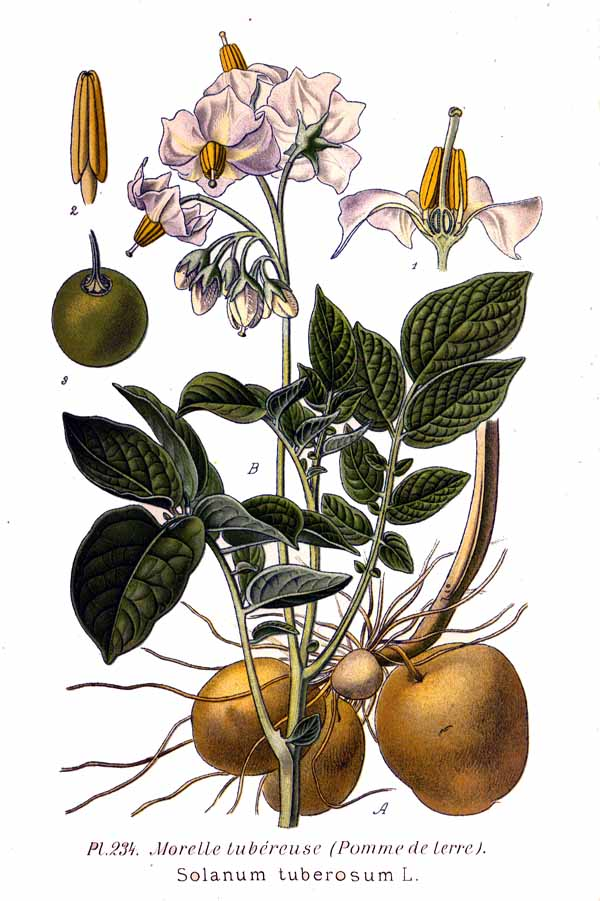
Toutes les parties de la pomme de terre, hormis le tubercule mûr, sont toxiques.

- Pomme de terre (Solanum tuberosum). Les pommes de terre contiennent des composés toxiques connus sous le nom glycoalcaloïdes, dont les plus répandus sont la solanine et chaconine. La solanine se retrouve également chez d'autres espèces de la famille des solanacées, qui comprend la belladone et la jusquiame. La concentration de glycoalcaloïdes dans les pommes de terre sauvages suffit à produire des effets toxiques chez l'homme. La toxine affecte le système nerveux, causant des maux de tête, la diarrhée et des troubles digestifs intenses, crampes, faiblesse et la confusion, et dans les cas graves le coma et la mort. L'empoisonnement par la pommes de terre cultivée se produit très rarement cependant, comme les composés toxiques de la pomme de terre sont, en général, concentrées dans les parties vertes de la plante et des fruits, et les variétés de pommes de terre cultivées contiennent de faibles teneurs en toxines. La cuisson à haute température (plus de 170 °C) détruit en partie la toxine. Toutefois, l'exposition à la lumière, les dommages physiques et l'âge augmentent la teneur en glycoalcaloïdes dans le tubercule, les concentrations les plus élevées étant juste sous la peau.
- Tomate (Solanum lycopersicum). Comme beaucoup d'autres Solanaceae comme les morelles, les feuilles et les tiges de tomate contiennent de la solanine qui est toxique si elle est ingérée, ce qui provoque l'excitation, des troubles digestifs et nerveux. Utiliser des feuilles de tomate pour une infusion est potentiellement mortel. Les feuilles, les tiges et les fruits pas mûrs du plant de tomate contiennent également de petites quantités de poison alcaloïde tomatine, même si la teneur est généralement trop faible pour être dangereuse. Les tomates mûres ne contiennent aucune tomatine détectable. Les plants de tomates peuvent être toxiques pour les chiens s'ils mangent de grandes quantités de fruits ou de feuilles.
- Belladone (Atropa belladonna)
- Datura (Datura stramonium)
- Douce-amère (Solanum dulcamara)
- Morelle noire (Solanum nigrum)
- Tabac (Nicotiana tabacum)
- Brugmansia sp.

### Taxaceae
- If (Taxus sp.)

### Thymelaeaceae
- Bois-joli (Daphne mezereum)
- Daphné lauréole ou laurier des bois (Daphne laureola)

## Les plantes toxiques et l'homme

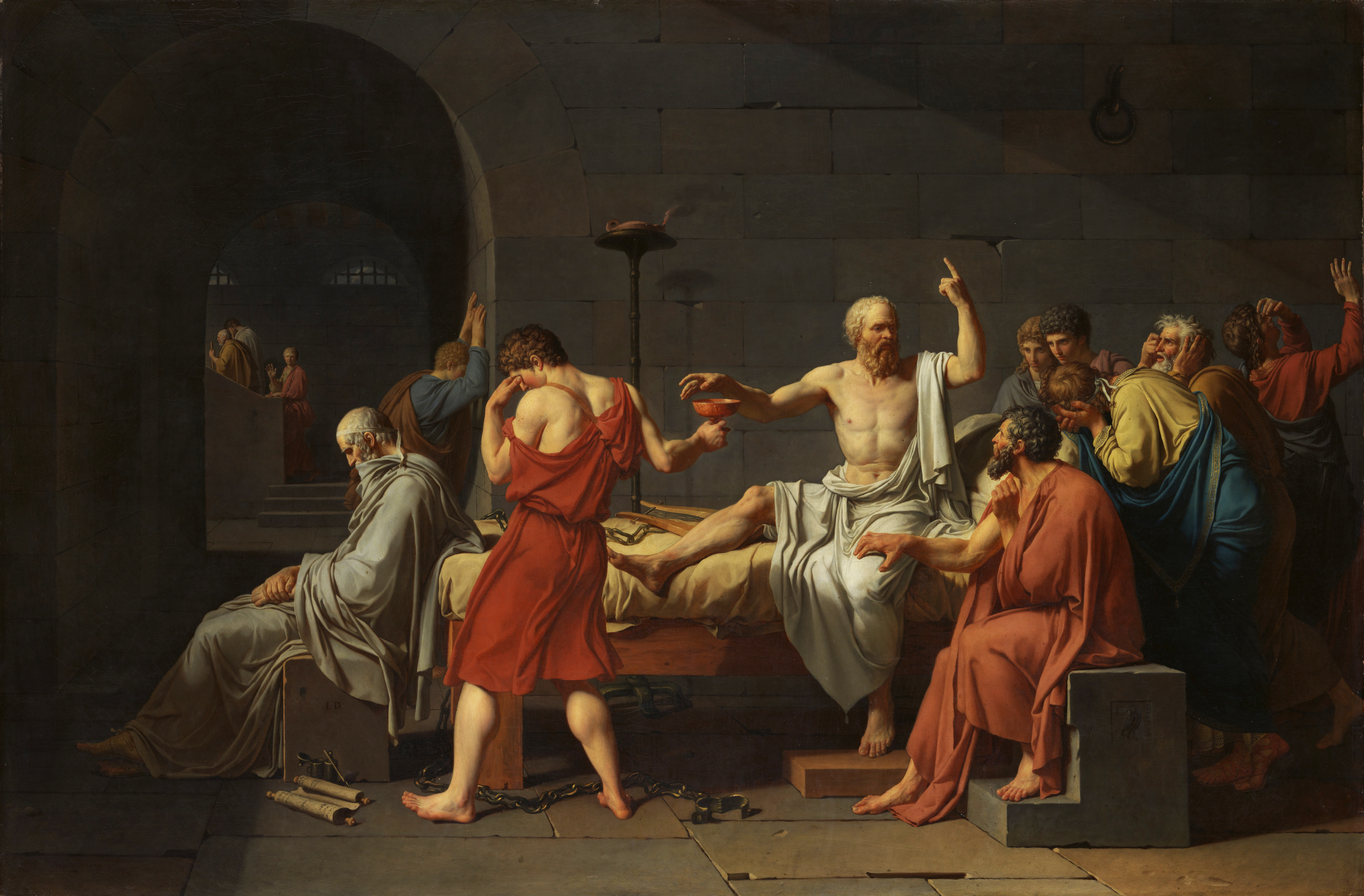
C'est la grande ciguë qui a tué Socrate : La Mort de Socrate peint par JL David, 1787).

Selon les estimations difficiles à effectuer, sur les plus de 300 000 espèces de plantes recensées dans le monde, il y aurait 80 000 espèces comestibles (près d'un quart des espèces, dont 50 assurent à elles seules 90 % de l'alimentation humaine) et 10 000 espèces toxiques, soit 4 % des espèces végétales recensées mais seul un petit nombre de plantes sont impliquées dans des intoxications sérieuses.
Ainsi, François Couplan évalue qu'en Europe, sur un total d'environ 12 000 espèces végétales (dont 1 600 comestibles), 4 % peuvent éventuellement provoquer des troubles de santé et une cinquantaine seulement (0,4 %) peuvent s'avérer véritablement dangereuses. Cette faible proportion est à comparer à celle des plantes toxiques dans un jardin d'ornement qui est d'environ 20 % et qui monte à 80 % pour les plantes d'appartement.
La France métropolitaine comprend plus de 6 000 espèces végétales (sans compter les 30 000 espèces de macrochampignons), qui se répartissent approximativement en 4 900 espèces indigènes et au moins 1 300 espèces introduites par l'Homme (volontairement ou accidentellement). Sur ces 6 000 plantes sauvages, plus de 1 000 sont comestibles, 300 ont une toxicité plus ou moins marquée et une vingtaine sont mortelles (Aconit napel, laurier rose, grande cigüe, lierre, gui, chèvrefeuille des haies, colchique, datura, jusquiame). Une trentaine d'espèces sont l'objet le plus fréquent d'appels aux centres antipoison. Celles qui provoquent le plus fréquemment des intoxications mortelles sont le laurier rose et l'if[réf. souhaitée].

### Psychotropes
Certaines plantes toxiques ont des effets psychotropes à faible dose. Elles produisent des changements dans les domaines de la pensée, de la perception et/ou de l'humeur chez ceux qui les utilisent. Les principes actifs de ces plantes peuvent être regroupés en deux groupes : les constituants azotés et les non azotés. Ces principes actifs sont contenus en concentration variable dans la plupart des parties de la plante. Leur usage remonte à l'aube de l'humanité et elles ont toujours tenu une place importante dans l'idéologie et la pratique religieuse sur l'ensemble de la surface de la planète.

## Les plantes toxiques et les animaux
Les animaux d'élevage et de compagnie peuvent être particulièrement exposés à des risques d'intoxication si leur captivité, en limitant leur alimentation, les amène à consommer des plantes qu'ils ne connaissent pas.
Pour le bétail, de nombreuses espèces sont présentes dans les prairies et peuvent être identifiées. Les éleveurs peuvent en limiter la fréquence par différentes pratiques culturales. Les espèces de graminées peuvent poser des problèmes de toxicité de natures diverses.
En captivité, les animaux de compagnie, chats, chiens, lapins, oiseaux perdent leurs habitudes alimentaires et peuvent consommer des aliments néfastes pour leur santé.
Les chats peuvent mâchouiller les plantes vertes dans les appartements et dans les jardins. Cela n'a généralement pas de graves conséquences car ils en consomment d'abord de faibles quantités et arrêtent et recrachent si elles ne leur conviennent pas. En quantités plus importantes, ils peuvent vomir et ainsi se débarrasser de substances nocives.
Pour les lapins certaines plantes sont plus ou moins toxiques et doivent être interdites ou distribuées en faibles quantités.
Les chiens, et en particulier les chiots, peuvent goûter différentes espèces présentes dans les jardins qui peuvent leur nuire gravement.
Les oiseaux, et les oiseaux en cage tels que les perroquets en particulier, demandent des précautions particulières. De nombreuses espèces peuvent leur être plus ou moins néfastes.